# Marosfalva
Marosfalva (szlovákul Marušová) Újbars településrésze, korábban önálló falu Szlovákiában, a Nyitrai kerület Lévai járásában.

## Fekvése
Lévától 12 km-re nyugatra, a Garam jobb partján fekszik.

## Története
A települést 1407-ben említik először. Részben nemesi birtok, részben a garamszentbenedeki bencés apátság birtoka volt. 1534-ben péli nemesek, a 17. században a Hunyadyak, 1725-ben a zoborhegyi kamalduli szerzetesek birtoka. 1534-ben 11 portája adózott. 1601-ben 29 ház és uradalmi major volt a községben. 1720-ban 12 adózója volt. 1828-ban 57 házában 363 lakos élt.
Vályi András szerint "MAROSFALVA. Magyar falu Bars Várm. földes Ura B. Hunyadi Uraság, lakosai többfélék, fekszik Új Barshoz nem meszsze, és annak filiája, legelője elég, földgye, réttye jó, fája van."
Fényes Elek szerint "Marosfalva, magyar f., Bars vmegyében, Uj-Bars mellett, 26 kath., 273 ref. lak. F. u. gr. Hunyady."
A trianoni békeszerződésig Bars vármegye Lévai járásához tartozott. 1938 és 1945 között ismét Magyarország része volt. A harcok 1944. decemberétől 1945 áprilisáig tartottak a területén. 1945 után magyar lakóit erőszakkal kitelepítették, helyükre szlovákokat költöztettek. 1968-ban csatolták Újbars községhez.

## Népessége
1910-ben 382, túlnyomórészt magyar lakosa volt.
2001-ben Újbars 835 lakosából 692 szlovák és 104 magyar volt.